# Familia Șeptilici

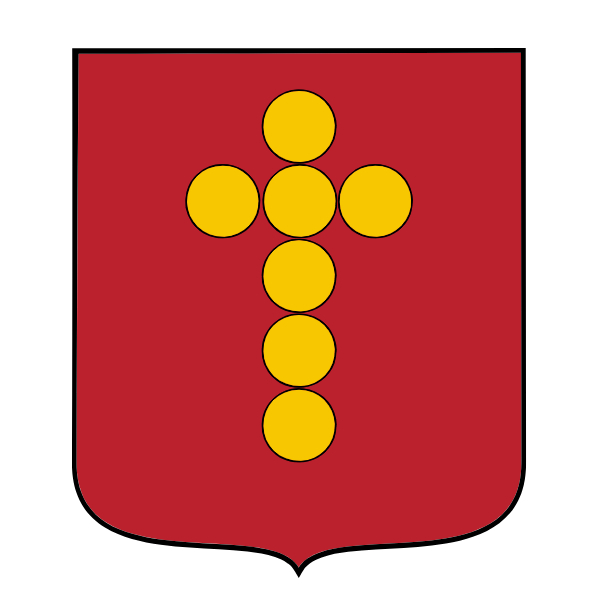

Familia Șeptilici (scris și Septilici, Șaptelici, Șeptelici) a fost o veche familie nobiliară din Bucovina, Moldova. Cunoscută pentru contribuțiile în viața politică, militară și culturală a regiunii, familia Șeptilici a jucat un rol semnificativ în istoria Moldovei, în special în perioada medievală și moderna timpurie.

## Originea
Originile familiei Septilici datează din secolul al XV-lea, când au devenit influenți ca mari proprietari de pământ și membri ai nobilimii moldovenești. Prima mențiune documentară a familiei ar putea fi asociată cu implicarea lor în administrația principatului și alianțele matrimoniale.
Familia Septilici a fost menționată în documentele domnești din timpul domniei lui Ștefan cel Mare (1457-1504), când familia a început să-și câștige recunoașterea și influența.
  

Dinastia Septilici a fost inclusă de Dimitrie Cantemir în rândul celor mai importante familii boierești ale Țării Moldovei. În privința vechimii Șeptiliceștilor, marele cărturar n-a greșit, precum și în privința nobleței acestora. Numele neamului apare în documentele interne încă în secolul al XVI-lea, cu trimitere la perioada domniei lui Petru Vodă Rareș.

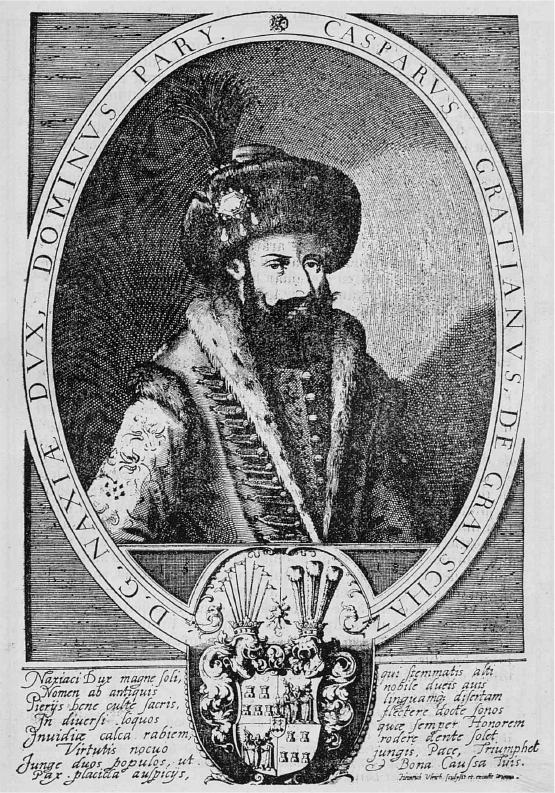
Gaspar Graziani

## Asasinarea domnitorului
Unul dintre cele mai controversate eveniment în care a fost implicată familia nobiliară este asasinarea domnitorului Gașpar Graziani (domnitorul Moldovei între 1619 și 1620).
Potrivit relatărilor istorice, membrii familiei Septilici și Goia, au conspirat împotriva lui Graziani din cauza politicilor sale periculoase și a tendințelor sale autoritare. Ei au văzut în eliminarea sa o modalitate de a preveni o posibilă invazie otomană și de a restabili ordinea în principat.
Moartea sa a fost un eveniment marcant în istoria Moldovei, iar familia Septilici se pare că a avut un rol semnificativ în complotul care a dus la uciderea lui.

## Contribuții culturale și religioase
Contribuțiile religioase ale familiei Septilici au inclus finanțarea și construcția de biserici și mănăstiri, sprijinirea activităților liturgice și a ceremoniilor religioase, precum și patronajul asupra învățământului religios. Membrii familiei au fost implicați în susținerea instituțiilor de învățământ religios și au oferit sprijin material și financiar mănăstirilor și bisericilor ortodoxe. Aceste contribuții au avut un impact semnificativ asupra vieții religioase și culturale a Moldovei medievale.

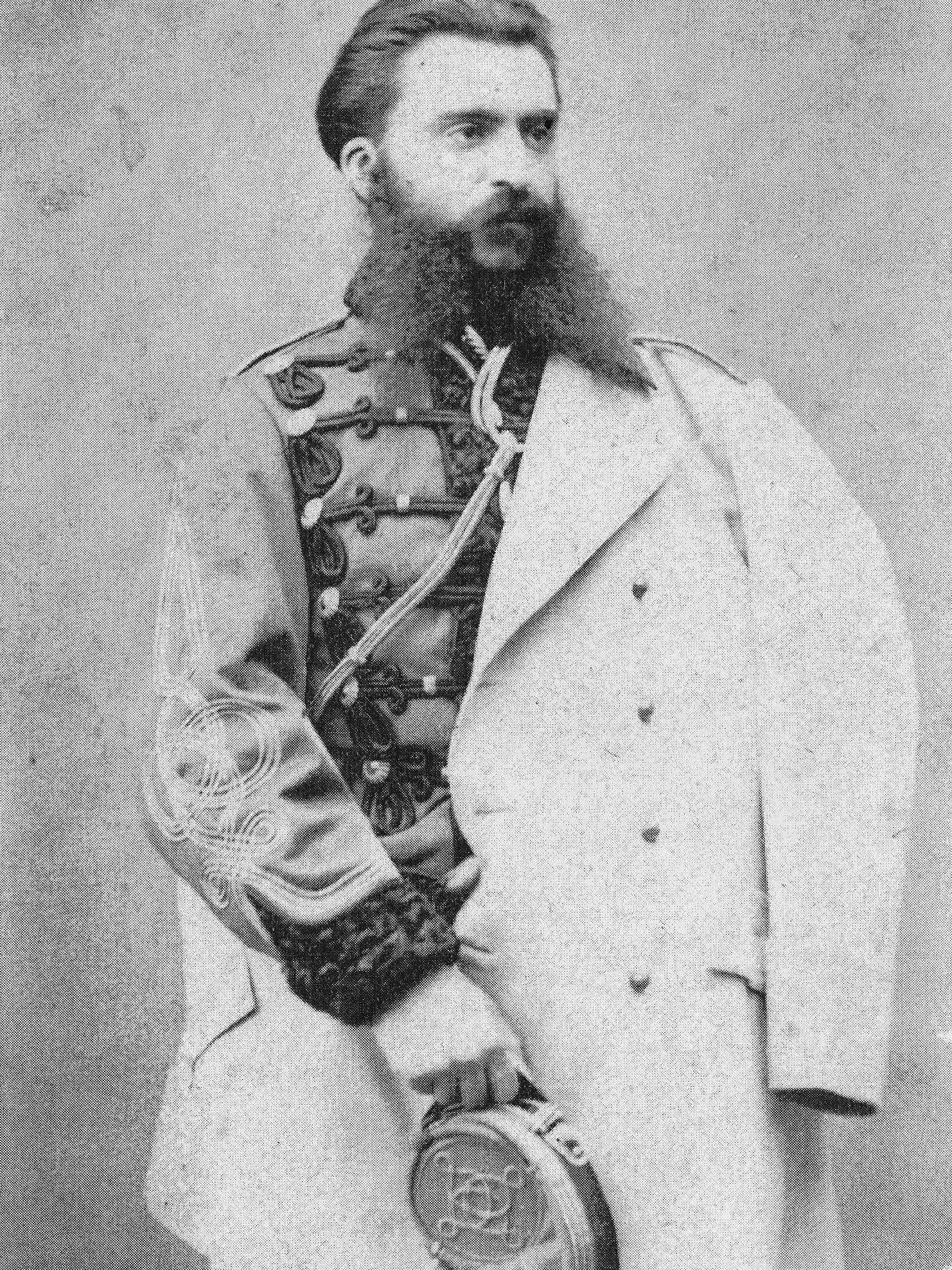
Arcadie Septilici

## Membri notabili
- Vasile Septilici - conte, reprezentant al domnului (hatman și pârcălab de Suceava) (1610-1620).[5]
- Ilie Septilici - conte, reprezentant al domnului, membru al sfatului domnesc (hatman și pârcălab de Suceava) (1658-1663). [5]
- Gheorghe Septilici - logofăt al II-lea, pârcălab de Hotin (1666-1703).[5]
- Andreica Septilici - comandant al avangărzii, pârcălab de Hotin.[6]
- Prințesa Aspasia Andrias-Septilici (n. Cantacuzino) - căsătorită cu Ion Septilici. (1822-1870).[7]
- Prințesa Maria Andrias Sviatopolk-Mirski (n. Septilici) - căsătorită cu prințul Dmitri Sveatopolk-Mirski, născută in Ucraina, Hotin, Cernăuți (24.12.1898-)
- Prințul Constantin Septilici - Guvernator al Crimeei, stabilit în Rusia, în 1792, a primit de la Ecaterina a II-a titlul de consilier titular și rangul de căpitan în armată. Mai târziu, în 1803, Alexandru I l-a promovat, acordându-i gradul de consilier de Curte, căsătorit cu prințesa Paraschiva Shakhovskoy.
- Prințul Arcadie Septilici-Shakhovskoy - căpitan, tânăr a fost ofițer de ordonanță al Domnitorului Carol I. A făcut studiile în școlile militare din Rusia, bunicul său a fost Constantin Septilici, iar bunica sa prințesa Paraschiva Shakhovskoy, moștenitorul casei Burchi-Septilici  (29 noiembrie 1839 – 1923).
- Ivan Petrovici Șeptilici - politician ruso-moldovean, deputat al Dumei, iar ulterior ales președintele Dumei Beloyarsk.
- Mircea Șeptilici - celebru actor român de teatru și film.

## Blazon

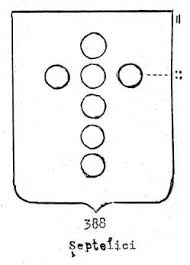
Blazon Septilici

Alegerea culorii roșii de fundal are o argumentare triplă. În primul rând, acesta este smaltul heraldic atestat pentru fundalul stemei familiei Septilici. Într-al doilea rând, roșul este culoarea domnească și denotă faptul că Septilici s-au aflat o scurtă perioadă în proprietate domnească.